# Concerto Yutel per la pace
Il concerto" Yutel per la pace" (serbocroato: YUTEL za mir) è stato un concerto contro la guerra organizzato dall'agenzia di radiodiffusione nazionale jugoslava Yutel, tenutosi presso la Zetra Arena di Sarajevo domenica 28 luglio 1991 come protesta contro la guerra in Jugoslavia. Al concerto hanno suonato tra gli altri Rade Šerbedžija, Bajaga i Instruktori, Crvena Jabuka, Goran Bregović, Haris Džinović, EKV, Dino Merlin, Indexi, Regina, Nele Karajlić, Plavi Orkestar e altri. 
Il concerto era originariamente programmato all'aperto sulla spianata di fronte all'hotel Holiday Inn, ma è stato successivamente spostato nell'arena Zetra a causa delle cattive condizioni meteorologiche. Al concerto hanno partecipato oltre trentamila spettatori, con altri cinquantamila rimasti al di fuori della sala, esaurita. Il programma è stato presentato dai conduttori televisivi YUTEL Goran Milić e Gordana Suša. Il concerto è stata trasmesso solo in SR Bosnia Erzegovina e SR Macedonia perché gli altri quattro canali della televisione jugoslava (JRT), operanti in Serbia, Croazia, Slovenia e Montenegro, si sono rifiutati di trasmetterla. 